# 娯楽の殿堂 (ゲーム)
『娯楽の殿堂』（ごらくのでんどう）は、博報堂マルチメディアソフト事業室（博報堂マルチメディアエンタテイメンツ、HAMLET）が発売した経営シミュレーションゲーム。開発はサイトロン・アンド・アート、販売は松下電器産業インタラクティブメディア事業部。副題は「THEATRE WARS」。

## 概要
プレイヤーが劇場の経営者になって興行を開催し、借金を返済しながら劇場を改良していき大劇場の建設を目指すシミュレーションゲーム。
サイトロンが開発したMacintosh用ソフト「バーチャル・バラエティーショー」を元として開発し一色伸幸がシナリオを担当、一色は本作の狙いについて「プロデューサーの苦難とそれが成功したときの喜びが味わえるようなゲームにしたい」「25歳ぐらいで社会に取り込まれながらも映画・テレビ等の夢づくりに好奇心を持っている人を想定した」「会社から帰ってストレス発散に遊べるものにしたい」「コンピューターのツルツルした感じとドロドロした物語を折衷できたら面白い」と発言し、また作品タイトルについては「ファミコンソフトのカタカナのタイトルは内容が想像しにくい、漢字はイメージしやすい」といった観点から日本語のタイトルとした。
ゲームは2050年を舞台とし、長引く不況下の日本で派手な娯楽が敬遠され手軽な娯楽「ショー」が流行している状況を描いたものとした。開発時には熱海の潰れかけた温泉ホテルをショーによって盛り返し再建させるストーリーも検討されていたが、CGによる描写が困難な事から廃案となった。
STORY MODE
プレイヤーは遊興三昧の次男として亡き劇場王の父から閉鎖されたボロ劇場「あけぼの劇場」の経営権・軍資金100万円・借金1億円を相続し、ぼんくらの汚名をそそぐべくどん底の状況から借金返済と劇場の再興、そして究極の劇場「娯楽の殿堂」への発展を目指す。
CONSTRUCTION
「DIRECTION」「PREVIEW」「RANDOMPLAY」の3モードあり、DIRECTIONでは「OPERA」「ROCK」「ORIENTAL」「KABUKI」「FANTASY」の5ステージから選び、後述のコントロールパネルでステージ演出を配置して好みのショーを再生する。

## システム
プレイヤーの主観を重視する形として画面上には主人公の姿を描かない形とし、ショーの演出はコントロールパネルにて「ダンサー」「背景」「舞台セット」「BGM」の選択を行う形となっている。選択肢を決定すると3DCGプリレンダリング描画によるステージショーが展開され、ショーは約1分間再生される。ストーリーモードでは各月1ターンごとに全公演満席時の収入を予算上限として4種の設定を行い、リハーサルを選択するとステージショー後にその月の興行14日間の動員率と累計収益のグラフ・興行収支決算表が表示され、当初はチケット売上の10%が借金返済に充てられる。
ストーリーモードでの初期画面となる支配人室には自劇場の評判や芸能界の動向などが掲載される新聞「STAGE PRESS」・関係者からのメッセージを見るテレビ電話「コミュニケーター」・所持金を確認する「金庫」、そしてコントロールパネルに繋がる扉が配備されている。所持金を増やして改築工事を行うと収容人数とチケット単価が以下の表のように上昇して予算が増え、より豪華な興行の企画や多額の収益確保が可能となる。所持金がマイナスになると劇場が差し押さえられ、駐車場となるムービーが流れゲームオーバーとなり、その後コンティニュー選択となる。
| 劇場規模         | 改築費    | 収容人数 | チケット単価 | 興行予算     |
| ---------------- | --------- | -------- | ------------ | ------------ |
| 初期状態         | -         | 約300人  | 1,200円      | 500万円      |
| 修繕完了         | 1,000万円 | 500人    | 1,300円      | 1,000万円    |
| 中劇場           | 2,700万円 | 1,000人  | 1,800円      | 2,500万円    |
| 大劇場           | 1億円     | 2,000人  | 2,000円      | 6,000万円    |
| スーパーシアター | 3億円     | 4,000人  | 2,500円      | 1億4,000万円 |

## 主なキャラクター
コミュニケーター
- 長男 - 従順な性格だったことから父から日本の劇場の最高峰である大劇場「CENTURY THEATRE」（センチュリー・シアター）の経営権を相続し、序盤に大劇場で「舞台の基本」としてチュートリアルを行い、その後コミュニケーターでCENTURY THEATREを選択するとプレイヤーにアドバイスを行う。終盤には大劇場が倒産し行方不明となり、長男の債務2億円がプレイヤーに課され以降チケット売上の20%が返済に充てられる。
- バルブ金融 - 劇場の債権者。コミュニケーターで選択すると借金の残額を表示する。
- 田中土建 - 劇場の修繕・改築を担当する建設会社。手持ち資金が一定額になると修繕や改築工事を提案し、コミュニケーターに映る社員は改築が進むに連れ工事中の事故によりサイボーグに変化する。

ダンサー
芸人・歌手や同一グループのバリエーション含め60種以上を選択可能。選択肢によってはコントロールパネルに表示される出演料の他来日費用やトラブルなどで予定外の費用が計上される場合もある。
- つとむアンドあきら - どぎついコテコテの関西漫才を行う。
- 人間ポンプのMr.珍 - 年老いた火吹き大道芸の名人。
- 小林幸子 - 幸子プロモーション協力のもと登場、座席数2,000席規模の段階で選択可能。派手な衣装で登場する演歌の女王。
- ザ・プラネッツ - 幻想的な天体のダンスを舞う太陽と月と星の化身。
- モレキュール・ダンサー - ブラウン運動ばりの凄いダンスを踊る分子のダンサー。
- L・バックス - クラブ出身のお立ち台ギャルのグループ。
- 一発太郎 - 東南アジアでは大人気なものの日本での人気がほぼ無い芸人。本ゲームの脚本を担当した一色が関わった映画「卒業旅行 ニホンから来ました」の主人公。
- 来々寺道場 - 後半に登場する武道家集団。
- チルドレンズカンパニー - 子供向けのダンスチーム。
- 白鳳部屋 - 引退力士らによるダンスチーム。
- ピンクレディ - 資料が少なく一部のみ再現された大昔の2人組アイドル。

## BGM
著名な既存楽曲を含めたインストゥルメンタル音源をステージBGMとして選択可能だが、歌謡曲・ポップスについてはストーリーモードにて利用料となる「作曲編曲料」が比較的高価に設定されている。
主なBGM
- 白鳥の湖
- クルミわり人形
- コロブチカ
- ジングルベル
- 東京ブギウギ
- UFO
- ヤングマン
- 鉄腕アトム
- 大きな古時計
- 上を向いて歩こう
- 手のひらを太陽に
- ひょっこりひょうたん島
- 踊るポンポコリン
- 赤とんぼ
- 雷電
- 真夏の夜の夢
- C調言葉にご用心
- おもいで酒